# Johan Wilhelm Smitt
Johan Wilhelm Smitt, född den 3 februari 1821 i Hedvig Eleonora församling i Stockholm, död den 8 oktober 1904 i Kungsholms församling i samma stad, var en svensk affärsman och donator. Han var kusin till Fredrik Adam Smitt.

## Biografi
Smitt växte upp i små omständigheter och antog 1840 erbjudandet att deltaga i kapten Göran Adolph Oxehufvuds på sin tid mycket omtalade så kallade världsomseglingsexpedition. Han medföljde som superkarg (fraktuppsyningsman) och kvarstannade vid expeditionens förolyckande i Sydamerika, där han i Buenos Aires till en början etablerade en liten vinhandel. Genom skicklig användning av dåvarande politiska konjunkturer och även i övrigt kloka affärsspekulationer (egendomsinköp) lyckades han ganska snart samla en mycket stor förmögenhet. Först i slutet av 1850-talet återvände han emellertid till Sverige, varvid han för alltid bosatte sig i Stockholm och realiserade sina stora sydamerikanska domäner.
Efter hemkomsten började Smitt i Stockholm ägna sig åt omfattande och framgångsrika tomtaffärer, särskilt på den då för tiden glest bebodda Kungsholmen, där han under 1860- och 1870-talen rådde om nästan alla till nuvarande Fleminggatan gränsande tomter ("Kungsholmskungen"). Han var även intresserad av vissa industriella företag. Bland annat grundlade han (jämte Immanuel och Alfred Nobel) det stora Nitroglycerinbolaget, vars styrelseordförande han alltifrån dess början var till sin död. Vidare var han delägare i bland annat de stora Graningeverken och ansågs länge som "Sveriges rikaste man". Smitt, som var generalkonsul för Argentina 1875–1902 och under en följd av år ledamot av Stockholms stadsfullmäktige, fick även tid att med entusiastiskt intresse ägna sig åt svampstudiet och utgav Skandinaviens förnämsta ätliga och giftiga svampar (1863).
Bland hans större donationer märks 100 000 kronor under namn av Wagener Smitts fond (1878) till Stockholms högskola, till vilken institution han 1898 för att hugfästa sin 1896 som ingenjör avlidne son överlämnade ytterligare 100 000 kronor under namn av August Smitts fond. Efter Smitts död hugnades högskolan med nya belopp, dels 200 000 kronor till en fond för den kemiska undervisningen, dels 200 000 kronor för utbildande av en juridisk fakultet. Hans genom testamentariskt förordnande utdelade övriga donationer uppgick till sammanlagt 400 000 kronor, varibland 100 000 kronor till den fond för "fattiga folkskolebarns bespisning", vartill Smitt förut till minne av sin son anvisat 100 000 kronor. År 1894 donerade han även 100 000 kronor till en stipendiefond för Kungliga Tekniska högskolan.
Smitt är begraven på Norra begravningsplatsen utanför Stockholm.